# Bilan saison par saison des Roughriders de la Saskatchewan
Pour un article plus général, voir Roughriders de la Saskatchewan.
Les Roughriders de la Saskatchewan ont été fondés en 1910. Au terme de la saison 2024, ils ont disputé 109 saisons, remporté la première place de leur division 30 fois, atteint la finale de la coupe Grey 19 fois, et l'ont remportée à quatre reprises. Il faut ajouter à ces chiffres les six fois où ils ont été champions de l'Ouest canadien avant que les équipes de l'Ouest puissent participer à la coupe Grey.
|                                | Division       | M.J.                    | Vic.                    | Déf.                    | Nuls                    | P.P.                    | P.C.                    | Pts                     | Pos.                    | Éliminatoires |
| Regina Rugby Club              |                |                         |                         |                         |                         |                         |                         |                         |                         | |
| 1910                           | SRFU           | 4                       | 0                       | 4                       | 0                       | 18                      | 74                      | 0                       | 2/2                     | Il n'y a pas eu de séries éliminatoires |
| 1911                           | SRFU           | 4                       | 3                       | 1                       | 0                       | 51                      | 27                      | 6                       | 1/3                     | Finale de la SRFU : Regina 21, Moose Jaw 11 Regina perd par défaut contre le Winnipeg Rowing Club en demi-finale de l'Ouest (SRFU-MRFU) |
| 1912                           | SRFU           | 4                       | 3                       | 1                       | 0                       | 50                      | 45                      | 6                       | 1/3                     | Pas de finale de la SRFU, Regina qualifié. Finale de l'Ouest : Regina 5, Winnipeg Rowing Club 0. Les équipes de l'Ouest ne participent pas encore à la coupe Grey. |
| 1913                           | SRFU           | 4                       | 4                       | 0                       | 0                       | 54                      | 12                      | 8                       | 1/3                     | Pas de finale de la SRFU, Regina qualifié. Demi-finale de l'Ouest (SRFU-ARFU) : Regina 19, Eskimos d'Edmonton 7. Finale de l'Ouest : Regina 29, Winnipeg Rowing Club 0. Les équipes de l'Ouest ne participent pas encore à la coupe Grey.                             |
| 1914                           | SRFU Sud       | 4                       | 4                       | 0                       | 0                       | 70                      | 22                      | 8                       | 1/2                     | Finale de la SRFU : Regina 31, University of Saskatchewan Varsity 0 Finale de l'Ouest : Regina 20, Winnipeg Rowing Club 12. Les équipes de l'Ouest ne participent pas encore à la coupe Grey.                                                                         |
| 1915                           | SRFU Sud       | 4                       | 4                       | 0                       | 0                       | 82                      | 8                       | 8                       | 1/2                     | Finale de l'Ouest : Regina 17, Canucks de Calgary 1. Les équipes de l'Ouest ne participent pas encore à la coupe Grey. |
| 1916                           | SRFU           | 2                       | 2                       | 0                       | 0                       | 36                      | 7                       | 4                       | 1/2                     | Pas de séries éliminatoires à cause de la Première Guerre mondiale. |
| 1917                           | Saison annulée | Saison annulée          | Saison annulée          | Saison annulée          | Saison annulée          | Saison annulée          | Saison annulée          | Saison annulée          | Saison annulée          | Saison annulée |
| 1918                           | Saison annulée | Saison annulée          | Saison annulée          | Saison annulée          | Saison annulée          | Saison annulée          | Saison annulée          | Saison annulée          | Saison annulée          | Saison annulée |
| 1919                           | SRFU           | 6                       | 6                       | 0                       | 0                       | 180                     | 7                       | 12                      | 1/4                     | Demi-finale de l'Ouest (SRFU-MRFU) : Regina 12, Victorias de Winnipeg 0. Finale de l'Ouest : Regina 13, Canucks de Calgary 1. Les équipes de l'Ouest ne participent pas encore à la coupe Grey.                                                                       |
| 1920                           | SRFU Sud       | 4                       | 4                       | 0                       | 0                       | 31                      | 11                      | 8                       | 1/3                     | Finale de la SRFU : Regina 35, Quakers de Saskatoon 0 Finale de l'Ouest : Regina 28, Tigers de Calgary 1. Les équipes de l'Ouest ne participent pas encore à la coupe Grey.                                                                                           |
| 1921                           | SRFU Sud       | 4                       | 4                       | 0                       | 0                       | 86                      | 11                      | 8                       | 1/3                     | Finale de la SRFU : Quakers de Saskatoon 9, Regina 6 |
| 1922                           | SRFU           | 4                       | 4                       | 0                       | 0                       | 104                     | 4                       | 8                       | 1/2                     | Finale de la SRFU : Regina 7, Quakers de Saskatoon 5 Demi-finale de l'Ouest (SRFU-ARFU) : Elks d'Edmonton 13, Regina 8 |
| 1923                           | SRFU           | 4                       | 3                       | 1                       | 0                       | 38                      | 8                       | 6                       | 1/2                     | Demi-finale de l'Ouest (SRFU-ARFU) : Regina 9, Eskimos d'Edmonton 6 Finale de l'Ouest : Regina 11, Victorias de Winnipeg 1 Coupe Grey: Université Queen's 54, Regina 0                                                                                                |
| Roughriders de Regina          |                |                         |                         |                         |                         |                         |                         |                         |                         | |
| 1924                           | SRFU           | 6                       | 4                       | 2                       | 0                       | 41                      | 43                      | 8                       | 1/2                     | Demi-finale de l'Ouest (SRFU-MRFU) : Victorias de Winnipeg 22, Regina 5 |
| 1925                           | SRFU           | Pas de saison régulière | Pas de saison régulière | Pas de saison régulière | Pas de saison régulière | Pas de saison régulière | Pas de saison régulière | Pas de saison régulière | Pas de saison régulière | Finale de la SRFU : Regina 30, Quakers de Saskatoon 5 Finale de l'Ouest : Tammany Tigers de Winnipeg 11, Regina 1 |
| 1926                           | SRFU           | Pas de saison régulière | Pas de saison régulière | Pas de saison régulière | Pas de saison régulière | Pas de saison régulière | Pas de saison régulière | Pas de saison régulière | Pas de saison régulière | Demi-finale de l'Ouest (SRFU-MRFU) : Regina 13, St. John's Rugby Club 5 (prol.) Finale de l'Ouest : Regina 13, Polar Bears de l'université de l'Alberta 1 Les Roughriders refusent de se rendre à Toronto pour disputer la coupe Grey.                                |
| 1927                           | SRFU           | 3                       | 3                       | 0                       | 0                       | 53                      | 7                       | 6                       | 1/2                     | Demi-finale de l'Ouest (SRFU-MRFU) : Regina 17, Tammany Tigers de Winnipeg 2 Finale de l'Ouest (série au meilleur de 3 matchs) : Regina 2, University of British Columbia Varsity 0 Les Roughriders refusent de se rendre à Toronto pour disputer la coupe Grey.      |
| 1928                           | TCRFU          | 7                       | 7                       | 0                       | 0                       | 137                     | 12                      | 14                      | 1/4                     | Finale de la TCRFU : Regina 12, St. John's Rugby Club 1 Regina se qualifie pour la coupe Grey devant le refus des équipes de l'Alberta et de la Colombie-Britannique de se rendre dans l'Est. Coupe Grey: Tigers de Hamilton 30, Regina 0                             |
| 1929                           | SRFU           | 4                       | 3                       | 0                       | 1                       | 41                      | 6                       | 7                       | 1/3                     | Demi-finale de l'Ouest (SRFU-MRFU) : Regina 19, St. John's Rugby Club 3 Finale de l'Ouest : Regina 15, Tigers de Calgary 8 Coupe Grey: Tigers de Hamilton 14, Regina 3                                                                                                |
| 1930                           | SRFU           | 4                       | 4                       | 0                       | 0                       | 46                      | 6                       | 8                       | 1/3                     | Demi-finale des Prairies (SRFU-MRFU) : Regina 23, St. John's Rugby Club 0 Finale des Prairies : Regina 9, Tigers de Calgary 6 Finale de l'Ouest (2 parties au total des points) : Regina 21, Meralomas de Vancouver 0 Coupe Grey: Balmy Beach de Toronto 11, Regina 6 |
| 1931                           | SRFU           | 4                       | 4                       | 0                       | 0                       | 74                      | 8                       | 8                       | 1/3                     | Demi-finale de l'Ouest (SRFU-MRFU) : Regina 47, St. John's Rugby Club 5 Finale de l'Ouest : Regina 26, Altomah-Tigers de Calgary 2 Coupe Grey: AAA Winged Wheelers de Montréal 22, Regina 0                                                                           |
| 1932                           | SRFU           | 6                       | 5                       | 1                       | 0                       | 135                     | 28                      | 10                      | 1/4                     | Finale (bris d'égalité) de la SRFU : Regina 16, Université de la Saskatchewan 8 Demi-finale de l'Ouest (SRFU-MRFU) : Regina 9, St. John's Rugby Club 1 Finale de l'Ouest : Regina 30, Altomah-Indians de Calgary 4 Coupe Grey: Tigers de Hamilton 25, Regina 6        |
| 1933                           | SRFU           | 6                       | 5                       | 1                       | 0                       | 54                      | 23                      | 10                      | 1/4                     | Finale (bris d'égalité) de la SRFU : Regina 11, Millers de Moose Jaw 0 Demi-finale de l'Ouest (SRFU-MRFU) : Regina 1, Winnipegs de Winnipeg 11 |
| 1934                           | SRFU           | 6                       | 6                       | 0                       | 0                       | 156                     | 25                      | 12                      | 1/4                     | Demi-finale de l'Ouest (SRFU-MRFU) : Regina 8, Winnipegs de Winnipeg 0 Finale de l'Ouest (2 parties au total des points) : Regina 29, Meralomas de Vancouver 4 Coupe Grey: Imperials de Sarnia 20, Regina 12                                                          |
| 1935                           | SRFU           | 4                       | 4                       | 0                       | 0                       | 135                     | 13                      | 8                       | 1/3                     | Demi-finale de l'Ouest (SRFU-MRFU) : Regina 6, Winnipegs de Winnipeg 13 |
| 1936                           | WIFU           | 6                       | 3                       | 2                       | 1                       | 52                      | 42                      | 9                       | 2/3                     | Finale de la WIFU (2 parties au total des points): Regina 24, Winnipeg 14 Finale de l'Ouest: Regina 8, Bronks de Calgary 1 Les Roughriders se voient interdire d'utiliser leurs joueurs américains pour le match de la coupe Grey et déclarent forfait.               |
| 1937                           | WIFU           | 8                       | 3                       | 5                       | 0                       | 58                      | 45                      | 6                       | 3/3                     | Non qualifiés |
| 1938                           | WIFU           | 8                       | 4                       | 4                       | 0                       | 69                      | 55                      | 8                       | 3/4                     | Demi-finale de la WIFU : Winnipeg 13, Regina 0 |
| 1939                           | WIFU           | 12                      | 6                       | 6                       | 0                       | 84                      | 136                     | 12                      | 2/4                     | Demi-finale de la WIFU : Bronks de Calgary 24, Regina 17 |
| 1940                           | WIFU           | 8                       | 2                       | 6                       | 0                       | 39                      | 92                      | 4                       | 3/3                     | Non qualifiés |
| 1941                           | WIFU           | 8                       | 5                       | 3                       | 0                       | 63                      | 28                      | 10                      | 2/3                     | Finale de la WIFU (série au meilleur de 3 matchs): Winnipeg 2, Regina 1 |
| 1942                           | Saison annulée | Saison annulée          | Saison annulée          | Saison annulée          | Saison annulée          | Saison annulée          | Saison annulée          | Saison annulée          | Saison annulée          | Saison annulée |
| 1943                           | Saison annulée | Saison annulée          | Saison annulée          | Saison annulée          | Saison annulée          | Saison annulée          | Saison annulée          | Saison annulée          | Saison annulée          | Saison annulée |
| 1944                           | Saison annulée | Saison annulée          | Saison annulée          | Saison annulée          | Saison annulée          | Saison annulée          | Saison annulée          | Saison annulée          | Saison annulée          | Saison annulée |
| 1945                           | WIFU           | Pas de saison régulière | Pas de saison régulière | Pas de saison régulière | Pas de saison régulière | Pas de saison régulière | Pas de saison régulière | Pas de saison régulière | Pas de saison régulière | Demi-finale de la WIFU (2 parties au total des points): Calgary 15, Regina 1 |
| Roughriders de la Saskatchewan |                |                         |                         |                         |                         |                         |                         |                         |                         | |
| 1946                           | WIFU           | 8                       | 2                       | 6                       | 0                       | 46                      | 92                      | 4                       | 3/3                     | Non qualifiés |
| 1947                           | WIFU           | 8                       | 3                       | 5                       | 0                       | 78                      | 64                      | 6                       | 3/3                     | Non qualifiés |
| Roughriders de la Saskatchewan |                |                         |                         |                         |                         |                         |                         |                         |                         | |
| 1948                           | WIFU           | 12                      | 3                       | 9                       | 0                       | 133                     | 137                     | 6                       | 2/3                     | Finale de la WIFU (2 parties au total des points): Calgary 21, Saskatchewan 10 |
| 1949                           | WIFU           | 14                      | 9                       | 5                       | 0                       | 235                     | 102                     | 18                      | 2/4                     | Finale de la WIFU (2 parties au total des points): Calgary 22, Saskatchewan 21 |
| 1950                           | WIFU           | 14                      | 7                       | 7                       | 0                       | 207                     | 177                     | 14                      | 2/4                     | Demi-finale de la WIFU : Edmonton 24, Saskatchewan 1 |
| 1951                           | WIFU           | 14                      | 8                       | 6                       | 0                       | 277                     | 219                     | 16                      | 1/4                     | Finale de la WIFU (série au meilleur de 3 matchs): Saskatchewan 2, Edmonton 1 Coupe Grey: Ottawa 21, Saskatchewan 14 |
| 1952                           | WIFU           | 16                      | 3                       | 13                      | 0                       | 206                     | 363                     | 6                       | 4/4                     | Non qualifiés |
| 1953                           | WIFU           | 16                      | 8                       | 7                       | 1                       | 243                     | 239                     | 17                      | 2/4                     | Demi-finale de la WIFU (2 parties au total des points): Winnipeg 60, Saskatchewan 23 |
| 1954                           | WIFU           | 16                      | 10                      | 4                       | 2                       | 239                     | 204                     | 22                      | 2/5                     | Demi-finale de la WIFU (2 parties au total des points): Winnipeg 27, Saskatchewan 25 |
| 1955                           | WIFU           | 16                      | 10                      | 6                       | 0                       | 270                     | 245                     | 20                      | 2/5                     | Demi-finale de la WIFU (2 parties au total des points): Winnipeg 24, Saskatchewan 16 |
| 1956                           | WIFU           | 16                      | 10                      | 6                       | 0                       | 353                     | 272                     | 20                      | 2/5                     | Demi-finale de la WIFU (2 parties au total des points): Saskatchewan 50, Winnipeg 26 Finale de la WIFU (série au meilleur de 3 matchs): Edmonton 2, Saskatchewan 1 |
| 1957                           | WIFU           | 16                      | 3                       | 12                      | 1                       | 276                     | 438                     | 7                       | 5/5                     | Non qualifiés |
| 1958                           | WIFU           | 16                      | 7                       | 7                       | 2                       | 320                     | 324                     | 16                      | 3/5                     | Demi-finale de la WIFU (2 parties au total des points): Edmonton 58, Saskatchewan 12 |
| 1959                           | WIFU           | 16                      | 1                       | 15                      | 0                       | 175                     | 537                     | 2                       | 5/5                     | Non qualifiés |
| 1960                           | WIFU           | 16                      | 2                       | 12                      | 2                       | 205                     | 422                     | 6                       | 5/5                     | Non qualifiés |
| 1961                           | Ouest          | 16                      | 5                       | 10                      | 1                       | 211                     | 314                     | 11                      | 4/5                     | Non qualifiés |
| 1962                           | Ouest          | 16                      | 8                       | 7                       | 1                       | 268                     | 336                     | 17                      | 3/5                     | Demi-finale de la Conférence de l'Ouest (2 parties au total des points): Calgary 43, Saskatchewan 7 |
| 1963                           | Ouest          | 16                      | 7                       | 7                       | 2                       | 223                     | 266                     | 16                      | 3/5                     | Demi-finale de la Conférence de l'Ouest (2 parties au total des points): Saskatchewan 48, Calgary 47 Finale de la Conférence de l'Ouest (série au meilleur de 3 matchs): Colombie-Britannique 2, Saskatchewan 1                                                       |
| 1964                           | Ouest          | 16                      | 9                       | 7                       | 0                       | 330                     | 282                     | 18                      | 3/5                     | Demi-finale de la Conférence de l'Ouest (2 parties au total des points): Calgary 76, Saskatchewan 40 |
| 1965                           | Ouest          | 16                      | 8                       | 7                       | 1                       | 276                     | 277                     | 17                      | 3/5                     | Demi-finale de la Conférence de l'Ouest : Winnipeg 15, Saskatchewan 9 |
| 1966                           | Ouest          | 16                      | 9                       | 6                       | 1                       | 351                     | 318                     | 19                      | 1/5                     | Finale de la Conférence de l'Ouest (série au meilleur de 3 matchs): Saskatchewan 2, Winnipeg 0 Coupe Grey: Saskatchewan 29, Ottawa 14 |
| 1967                           | Ouest          | 16                      | 12                      | 4                       | 0                       | 346                     | 282                     | 24                      | 2/5                     | Demi-finale de la Conférence de l'Ouest : Saskatchewan 21, Edmonton 5 Finale de la Conférence de l'Ouest (série au meilleur de 3 matchs): Saskatchewan 2, Calgary 1 Coupe Grey: Hamilton 24, Saskatchewan 1                                                           |
| 1968                           | Ouest          | 16                      | 12                      | 3                       | 1                       | 345                     | 223                     | 25                      | 1/5                     | Finale de la Conférence de l'Ouest (série au meilleur de 3 matchs): Calgary 2, Saskatchewan 0 |
| 1969                           | Ouest          | 16                      | 13                      | 3                       | 0                       | 392                     | 261                     | 26                      | 1/5                     | Finale de la Conférence de l'Ouest (série au meilleur de 3 matchs): Saskatchewan 2, Calgary 0 Coupe Grey: Ottawa 29, Saskatchewan 11 |
| 1970                           | Ouest          | 16                      | 14                      | 2                       | 0                       | 369                     | 206                     | 28                      | 1/5                     | Finale de la Conférence de l'Ouest (série au meilleur de 3 matchs): Calgary 2, Saskatchewan 1 |
| 1971                           | Ouest          | 16                      | 9                       | 6                       | 1                       | 347                     | 316                     | 19                      | 2/5                     | Demi-finale de la Conférence de l'Ouest : Saskatchewan 34, Winnipeg 23 Finale de la Conférence de l'Ouest (série au meilleur de 3 matchs): Calgary 2, Saskatchewan 0                                                                                                  |
| 1972                           | Ouest          | 16                      | 8                       | 8                       | 0                       | 330                     | 283                     | 16                      | 3/5                     | Demi-finale de la Conférence de l'Ouest : Saskatchewan 8, Edmonton 6 Finale de la Conférence de l'Ouest : Saskatchewan 27, Winnipeg 24 Coupe Grey: Hamilton 13, Saskatchewan 10                                                                                       |
| 1973                           | Ouest          | 16                      | 10                      | 6                       | 0                       | 360                     | 287                     | 20                      | 2/5                     | Demi-finale de la Conférence de l'Ouest : Saskatchewan 33, Colombie-Britannique 13 Finale de la Conférence de l'Ouest : Edmonton 25, Saskatchewan 23 |
| 1974                           | Ouest          | 16                      | 9                       | 7                       | 0                       | 305                     | 289                     | 18                      | 2/5                     | Demi-finale de la Conférence de l'Ouest : Saskatchewan 24, Colombie-Britannique 14 Finale de la Conférence de l'Ouest : Edmonton 31, Saskatchewan 27 |
| 1975                           | Ouest          | 16                      | 10                      | 5                       | 1                       | 373                     | 309                     | 21                      | 2/5                     | Demi-finale de la Conférence de l'Ouest : Saskatchewan 42, Winnipeg 24 Finale de la Conférence de l'Ouest : Edmonton 30, Saskatchewan 18 |
| 1976                           | Ouest          | 16                      | 11                      | 5                       | 0                       | 427                     | 238                     | 22                      | 1/5                     | Finale de la Conférence de l'Ouest : Saskatchewan 23, Edmonton 13 Coupe Grey: Ottawa 23, Saskatchewan 20 |
| 1977                           | Ouest          | 16                      | 8                       | 8                       | 0                       | 330                     | 389                     | 16                      | 4/5                     | Non qualifiés |
| 1978                           | Ouest          | 16                      | 4                       | 11                      | 1                       | 330                     | 459                     | 9                       | 5/5                     | Non qualifiés |
| 1979                           | Ouest          | 16                      | 2                       | 14                      | 0                       | 194                     | 437                     | 4                       | 5/5                     | Non qualifiés |
| 1980                           | Ouest          | 16                      | 2                       | 14                      | 0                       | 284                     | 469                     | 4                       | 5/5                     | Non qualifiés |
| 1981                           | Ouest          | 16                      | 9                       | 7                       | 0                       | 431                     | 371                     | 12                      | 4/5                     | Non qualifiés |
| 1982                           | Ouest          | 16                      | 6                       | 9                       | 1                       | 427                     | 436                     | 13                      | 5/5                     | Non qualifiés |
| 1983                           | Ouest          | 16                      | 5                       | 11                      | 0                       | 360                     | 536                     | 10                      | 5/5                     | Non qualifiés |
| 1984                           | Ouest          | 16                      | 6                       | 9                       | 1                       | 348                     | 479                     | 13                      | 4/5                     | Non qualifiés |
| 1985                           | Ouest          | 16                      | 5                       | 11                      | 0                       | 320                     | 462                     | 10                      | 4/5                     | Non qualifiés |
| 1986                           | Ouest          | 18                      | 6                       | 11                      | 1                       | 382                     | 517                     | 13                      | 5/5                     | Non qualifiés |
| 1987                           | Ouest          | 18                      | 5                       | 12                      | 1                       | 364                     | 529                     | 11                      | 4/4                     | Non qualifiés |
| 1988                           | Ouest          | 18                      | 11                      | 7                       | 0                       | 525                     | 452                     | 22                      | 2/4                     | Demi-finale de la Division ouest : Colombie-Britannique 42, Saskatchewan 18 |
| 1989                           | Ouest          | 18                      | 9                       | 9                       | 0                       | 547                     | 567                     | 20                      | 3/4                     | Demi-finale de la Division ouest : Saskatchewan 33, Calgary 26 Finale de la Conférence de l'Ouest : Saskatchewan 32, Edmonton 21 Coupe Grey: Saskatchewan 43, Hamilton 40                                                                                             |
| 1990                           | Ouest          | 18                      | 9                       | 9                       | 0                       | 557                     | 592                     | 18                      | 3/4                     | Demi-finale de la Division ouest : Edmonton 43, Saskatchewan 27 |
| 1991                           | Ouest          | 18                      | 6                       | 12                      | 0                       | 606                     | 710                     | 12                      | 4/4                     | Non qualifiés |
| 1992                           | Ouest          | 18                      | 9                       | 9                       | 0                       | 505                     | 545                     | 18                      | 3/4                     | Demi-finale de la Division ouest : Edmonton 22, Saskatchewan 20 |
| 1993                           | Ouest          | 18                      | 11                      | 7                       | 0                       | 511                     | 495                     | 22                      | 3/5                     | Demi-finale de la Division ouest : Edmonton 51, Saskatchewan 13 |
| 1994                           | Ouest          | 18                      | 11                      | 7                       | 0                       | 512                     | 454                     | 22                      | 4/6                     | Demi-finale de la Division ouest : Calgary 36, Saskatchewan 3 |
| 1995                           | Nord           | 18                      | 6                       | 12                      | 0                       | 422                     | 451                     | 12                      | 6/8                     | Non qualifiés |
| 1996                           | Ouest          | 18                      | 5                       | 13                      | 0                       | 360                     | 498                     | 10                      | 5/5                     | Non qualifiés |
| 1997                           | Ouest          | 18                      | 8                       | 10                      | 0                       | 413                     | 479                     | 16                      | 3/4                     | Demi-finale de la Division ouest : Saskatchewan 33, Calgary 30 Finale de la Division ouest : Saskatchewan 31, Edmonton 30 Coupe Grey: Toronto 47, Saskatchewan 23 |
| 1998                           | Ouest          | 18                      | 5                       | 13                      | 0                       | 411                     | 525                     | 10                      | 4/4                     | Non qualifiés |
| 1999                           | Ouest          | 18                      | 3                       | 15                      | 0                       | 370                     | 592                     | 6                       | 4/4                     | Non qualifiés |
| 2000                           | Ouest          | 18                      | 5                       | 12                      | 1                       | 516                     | 626                     | 11                      | 4/4                     | Non qualifiés |
| 2001                           | Ouest          | 18                      | 6                       | 12                      | 0                       | 308                     | 416                     | 12                      | 4/4                     | Non qualifiés |
| 2002                           | Ouest          | 18                      | 8                       | 10                      | 0                       | 435                     | 393                     | 18                      | 4/5                     | Demi-finale de la Division est : Toronto 24, Saskatchewan 14 |
| 2003                           | Ouest          | 18                      | 11                      | 7                       | 0                       | 535                     | 430                     | 22                      | 3/5                     | Demi-finale de la Division ouest : Saskatchewan 37, Winnipeg 21 Finale de la Division ouest : Edmonton 30, Saskatchewan 23 |
| 2004                           | Ouest          | 18                      | 9                       | 9                       | 0                       | 476                     | 444                     | 18                      | 3/5                     | Demi-finale de la Division ouest : Saskatchewan 14, Edmonton 6 Finale de la Division ouest : Colombie-Britannique 27, Saskatchewan 25 (Prol.) |
| 2005                           | Ouest          | 18                      | 9                       | 9                       | 0                       | 441                     | 433                     | 18                      | 4/5                     | Demi-finale de la Division est : Montréal 30, Saskatchewan 14 |
| 2006                           | Ouest          | 18                      | 9                       | 9                       | 0                       | 465                     | 434                     | 18                      | 3/4                     | Demi-finale de la Division ouest : Saskatchewan 30, Calgary 21 Finale de la Division ouest : Colombie-Britannique 45, Saskatchewan 18 |
| 2007                           | Ouest          | 18                      | 12                      | 6                       | 0                       | 530                     | 434                     | 24                      | 2/4                     | Demi-finale de la Division ouest : Saskatchewan 26, Calgary 24 Finale de la Division ouest : Saskatchewan 26, Colombie-Britannique 17 Coupe Grey: Saskatchewan 23, Winnipeg 19                                                                                        |
| 2008                           | Ouest          | 18                      | 12                      | 6                       | 0                       | 500                     | 471                     | 24                      | 2/4                     | Demi-finale de la Division ouest : Colombie-Britannique 33, Saskatchewan 12 |
| 2009                           | Ouest          | 18                      | 10                      | 7                       | 1                       | 514                     | 484                     | 21                      | 1/4                     | Finale de la Division ouest : Saskatchewan 27, Calgary 17 Coupe Grey: Montréal 28, Saskatchewan 27 |
| 2010                           | Ouest          | 18                      | 10                      | 8                       | 0                       | 497                     | 488                     | 20                      | 2/4                     | Demi-finale de la Division ouest : Saskatchewan 41, Colombie-Britannique 38 (Prol.) Finale de la Division ouest : Saskatchewan 20, Calgary 16 Coupe Grey: Montréal 21, Saskatchewan 18                                                                                |
| 2011                           | Ouest          | 18                      | 5                       | 13                      | 0                       | 346                     | 482                     | 10                      | 4/4                     | Non qualifiés |
| 2012                           | Ouest          | 18                      | 8                       | 10                      | 0                       | 457                     | 409                     | 24                      | 3/4                     | Demi-finale de la Division ouest : Calgary 36, Saskatchewan 30 |
| 2013                           | Ouest          | 18                      | 11                      | 7                       | 0                       | 519                     | 398                     | 22                      | 2/4                     | Demi-finale de la Division ouest : Saskatchewan 29, Colombie-Britannique 25 Finale de la Division ouest : Saskatchewan 35, Calgary 13 Coupe Grey: Saskatchewan 45, Hamilton 23                                                                                        |
| 2014                           | Ouest          | 18                      | 10                      | 8                       | 0                       | 399                     | 441                     | 20                      | 3/5                     | Demi-finale de la Division ouest : Edmonton 18, Saskatchewan 10 |
| 2015                           | Ouest          | 18                      | 3                       | 15                      | 0                       | 430                     | 563                     | 6                       | 5/5                     | Non qualifiés |
| 2016                           | Ouest          | 18                      | 5                       | 13                      | 0                       | 350                     | 530                     | 10                      | 5/5                     | Non qualifiés |
| 2017                           | Ouest          | 18                      | 10                      | 8                       | 0                       | 510                     | 430                     | 20                      | 4/5                     | Demi-finale de la Division est : Saskatchewan 31, Ottawa 20 Finale de la Division est : Toronto 25, Saskatchewan 21 |
| 2018                           | Ouest          | 18                      | 12                      | 6                       | 0                       | 450                     | 444                     | 24                      | 2/5                     | Demi-finale de la Division ouest : Winnipeg 23, Saskatchewan 18 |
| 2019                           | Ouest          | 18                      | 13                      | 5                       | 0                       | 487                     | 386                     | 26                      | 1/5                     | Finale de la Division ouest : Winnipeg 20, Saskatchewan 13 |
| 2020                           | Saison annulée | Saison annulée          | Saison annulée          | Saison annulée          | Saison annulée          | Saison annulée          | Saison annulée          | Saison annulée          | Saison annulée          | Saison annulée |
| 2021                           | Ouest          | 14                      | 9                       | 5                       | 0                       | 290                     | 284                     | 18                      | 2/5                     | Demi-finale de la Division ouest : Saskatchewan 33, Calgary 30 prol. Finale de la Division ouest : Winnipeg 21, Saskatchewan 17 |
| 2022                           | Ouest          | 18                      | 6                       | 12                      | 0                       | 387                     | 476                     | 12                      | 4/5                     | Non qualifiés |
| 2023                           | Ouest          | 18                      | 6                       | 12                      | 0                       | 387                     | 551                     | 12                      | 4/5                     | Non qualifiés |
| 2024                           | Ouest          | 18                      | 9                       | 8                       | 1                       | 478                     | 434                     | 19                      | 2/5                     | Demi-finale de la Division ouest : Saskatchewan 28, Colombie-Britannique 19 Finale de la Division ouest : Winnipeg 38, Saskatchewan 22 |